# Maria Niubó
Maria Niubó i Prats (Badalona, 14 de noviembre de 1931 - Badalona, 23 de enero de 2017) fue una pintora española.

## Biografía
Licenciada en Bellas artes y profesora de catalán, ejerció de profesora en varias escuelas de Badalona, y dirigió la Escuela Municipales de Artes y Oficios de Arenys de Mar. En 1958 fundó el grupo REM de intelectuales y artistas badaloneses junto a Joan Argenté, Esther Estruch, Julià García, Joaquim Sarriera y Josep Villaubí.
En año 1968 fundó L'Obrador, un taller de actividades manuales donde los niños podían expresar libremente sus habilidades artísticas y donde también ejerció tareas de pedagoga. En 1986 publicó en el Boletín de la Sociedad Catalana de Pedagogía.
En 2000 publicó Arte: educación : iniciación a la pedagogía del arte, con el objetivo de ofrecer pautas al profesorado de plástica de las escuelas, asignatura que Niubó consideraba de especial importancia.
En 2010 publicó el libro titulado Las pinturas murales de la iglesia del Carme, donde detalla la confección y elaboración de los murales pintados al fresco en la Iglesia de los Padres Carmelitas de Badalona.
Murió el 23 de enero de 2017 en Badalona.

## Obra
Su obra principal es el fresco del altar mayor de la Iglesia de los Padres Carmelitas de Badalona (1957-59).
En febrero de 2012 cedió su obra a la Biblioteca de Cataluña. En 2014 donó una pintura acrílica al Museo de Badalona y en 2016 donó el cuadro Parantos a la biblioteca municipal Canyadó i Casagemes-Joan Argenté.